# مانو ناوارو
مانو ناوارو (انگلیسی: Manu Navarro؛ زادهٔ ۹ اکتبر ۲۰۰۰) بازیکن فوتبال است.